# Bebeto
Bebeto, mit bürgerlichem Namen José Roberto Gama de Oliveira (* 16. Februar 1964 in Salvador da Bahía, Bundesstaat Bahia), ist ein ehemaliger brasilianischer Fußballspieler, der 1989 zu Südamerikas Fußballer des Jahres gewählt wurde und wichtiger Bestandteil des Brasilianischen Aufgebots war, welches 1994 Weltmeister wurde. Er sitzt seit 2010 für die Demokratische Arbeiterpartei im Parlament des Bundesstaates Rio de Janeiro.

## Karriere

### Verein
Bebeto durchlief die Jugendabteilung des EC Vitória aus seiner Heimatstadt Salvador da Bahia und debütierte 1983 für die Profis. Noch im gleichen Jahr wechselte er zu Flamengo Rio de Janeiro, einem der bekanntesten und erfolgreichsten Vereine Brasiliens. Gleich in seiner ersten Saison gewann Bebeto mit Flamengo, das von Superstar Zico angeführt wurde, die Meisterschaft. Er war in den Finalspielen jedoch nur Einwechselspieler, sollte sich jedoch in den kommenden Jahren zu einem der erfolgreichsten Stürmer des Landes entwickeln. Nachdem Bebeto bereits 1984 die Taça Guanabara, den Titel für den Halbserienmeister, errang, gewann er mit den Rot-Weißen 1986 die Staatsmeisterschaft von Rio de Janeiro. Ein Jahr darauf wurde die Mannschaft Meister im grünen Modul der Copa União 1987. Eine Anerkennung als nationaler Meister blieb dem Klub aber verwehrt. Nach 286 Spielen, 144 Toren und sechs Jahren bei den Mengão, wechselte der damals 25-Jährige zum Lokalrivalen CR Vasco da Gama, wo er zwei Jahre blieb. Anschließend wagte er den Schritt nach Europa. Obwohl er zunächst einen Vertrag bei Borussia Dortmund unterschrieben hatte, ließ er diesen Wechsel platzen, worauf der BVB die FIFA einschaltete und eine Entschädigung zugesprochen bekam. Der vertragsbrüchige Spieler wechselte zum spanischen Erstligisten Deportivo La Coruña. Bereits in seinem ersten Jahr dort erhielt er für 29 Treffer in 37 Spielen den Pichichi, die Auszeichnung für den besten Torschützen der Liga. 1994 und 1995 wurde das Team Vizemeister hinter dem FC Barcelona bzw. Real Madrid. Bei der Meisterschaft 1993/94 war er nahe daran den spanischen Meistertitel zu gewinnen. Im letzten Punktspiel gegen Valencia bestand dabei die Möglichkeit, durch einen Sieg den Triumph perfekt zu machen. Eine große Chance ermöglichte sich, als es Elfmeter für Deportivo gab. Da zu diesem Zeitpunkt bereits Landsmann Donato ausgewechselt war, war Bebeto als zweiter etatmäßige Schütze am Zuge. Allerdings gab er diese Last ab und übergab sie Miroslav Đukić, der den Strafstoß verschoss und damit den FC Barcelona zum Meister machte. Zwar gelang der große Erfolg im Ligabetrieb nicht, allerdings konnte 1995 erst die Copa del Rey und noch vor Saisonbeginn 1995/96 die Supercopa de España gewonnen werden. In der Saison 1995/96 erzielte er nochmal 25 Treffer für Deportivo. Mit 86 Treffern in der Liga ist er erfolgreichster Torschütze in der Geschichte Deportivos. Er entschied sich nach Ende dieser Spielzeit zu einer Rückkehr nach Brasilien und schloss sich ein zweites Mal Flamengo an. Doch die zweite Vertragsunterzeichnung hielt nur ein Jahr und anschließend zog es Bebeto wieder nach Spanien, zum FC Sevilla. Schnell war auch dieses Arbeitsverhältnis beendet und der Stürmer wurde zum Wandervogel. 1997 war Bebeto für nur ein Spiel, das Endspiel um den Weltpokal gegen Borussia Dortmund, von Cruzeiro verpflichtet worden. Zwischen 1997 und 2002 spielte er für sieben unterschiedliche Vereine, in vier unterschiedlichen Ländern, auf drei verschiedenen Kontinenten.
Vom aktiven Fußball verabschiedete sich der einstige Top-Angreifer dann 2002, nach einem Intermezzo von nur fünf Spielen für Al-Ittihad in Saudi-Arabien.

### Nationalmannschaft
1988 spielte Bebeto für sein Heimatland bei den Olympischen Sommerspielen in Südkorea, wo die Silbermedaille gewonnen wurde. 1989 gewann er mit Brasilien die Copa América und wurde bei diesem Turnier mit fünf Treffern Torschützenkönig.
Bebeto nahm 1990 an der ersten von drei Fußball-Weltmeisterschaften teil. Bebeto hatte in der Qualifikation zweimal getroffen. 1990 gehörte er zu dem Team, das im Achtelfinale der Auswahl Argentiniens unterlag. Karrierehöhepunkt war die WM 1994 in den USA, als er mit der brasilianischen Mannschaft Weltmeister wurde. In der Qualifikation hatte Bebeto fünf der 20 brasilianischen Tore erzielt. Brasilien hatte 24 Jahre auf den WM-Titel gewartet und Bebeto bildete im 4-4-2 System zusammen mit Romario das brasilianische Offensivduo. Er spielte als Stammspieler jede Partie und erzielte drei Tore.
1996 bei den Olympischen Spielen in Atlanta errang er die Bronzemedaille und wurde zusammen mit dem Argentinier Hernán Crespo Torschützenkönig des Turniers. Ein Jahr später gewann Brasilien den FIFA-Konföderationen-Pokal 1997. Bebeto war zwar im Kader, war jedoch mittlerweile vom neuen Superstar Ronaldo im Sturm verdrängt worden.
Bei der WM 1998 war er wegen der Verletzung Romarios Stammspieler. Brasilien erreichte wieder das Finale, unterlag dort aber Gastgeber Frankreich. Im Laufe des Turniers hatte Bebeto dreimal getroffen. Insgesamt gelangen ihm in 75 Länderspielen 39 Tore, womit er sich in der ewigen Torschützenliste der Seleção hinter Zico auf dem sechsten Platz befindet (Stand: Juni 2024).

### Trainer
Ende 2009 versuchte sich Bebeto als Fußballtrainer beim America FC aus Rio de Janeiro, wurde aber nach wenigen Monaten wieder entlassen.

## Erfolge
Nationalmannschaft
- Silbermedaille beim olympischen Fußballturnier: 1988
- Copa América: 1989
- Weltmeister: 1994
- Bronzemedaille beim olympischen Fußballturnier: 1996
- Konföderationen-Pokal: 1997

Flamengo
- Campeonato Brasileiro de Futebol: 1983
- Taça Guanabara: 1984, 1988, 1990
- Taça Rio: 1985, 1986
- Staatsmeisterschaft von Rio de Janeiro: 1986

Vasco
- Campeonato Brasileiro de Futebol: 1989

La Coruña
- Spanischer Pokal: 1995
- Spanischer Supercup: 1995

Vitória
- Copa do Nordeste: 1997

Botafogo
- Torneio Rio-São Paulo: 1998

## Auszeichnungen
- Torschützenkönig der Copa América: 1989
- Südamerikas Fußballer des Jahres: 1989
- Spanischer Torschützenkönig Pichichi: 1993
- Brasilianischer Torschützenkönig: 1992
- Bola de Prata: 1992
- Torschützenkönig beim olympischen Fußballturnier: 1996